# المشبين (وشحة)

تعديل مصدري - تعديل

المشبين هي إحدى قرى عزلة بني هني بمديرية وشحة التابعة لمحافظة حجة، بلغ تعداد سكانها 110 نسمة حسب تعداد اليمن لعام 2004.